# Зелёная узкотелая златка
Зелёная узкотелая златка, или узкозлатка зелёная (лат. Agrilus viridis) — вид жуков-златок. Типовой вид рода узкозлаток.
Длина тела взрослых насекомых (имаго) 5—9 мм. Окраска разнообразна и изменчива. Развиваются на различных лиственных деревьях.
Широко распространены в Европе. Изредка могут выступать вредителями растениеводства и лесного хозяйства.

## Синонимы
В синонимику вида входят следующие биномены:
- Buprestis viridis Linnaeus, 1758basionym
- Agrilus ater Kiesenwetter, 1859
- Agrilus aubei Gory & Laporte, 1837
- Agrilus bicolor Redtenbacher, 1849
- Agrilus capreae Chevrolat, 1838
- Agrilus cuprescens caenus Obenberger, 1924
- Agrilus darwinii Wollaston, 1857
- Agrilus distinguendus Gory & Laporte, 1837
- Agrilus fagi Ratzeburg, 1837
- Agrilus littlei Curtis, 1840
- Agrilus nocivus Ratzeburg, 1837
- Agrilus pusztae Obenberger, 1936
- Agrilus quercinus Redtenbacher, 1849
- Agrilus vernadskii Obenberger, 1927
- Agrilus viridipennis Gory & Laporte, 1837
- Buprestis filiformis Herbst, 1801
- Buprestis linearis Fabricius, 1792
- Mordella rosaceus Scopoli, 1763
- Mordella serraticornis Scopoli, 1763